# Język baskijski
Język baskijski (nazwy własne, zależnie od dialektu: euskara, euskera, eskuara, üskara) – język Basków, zamieszkujących kilka prowincji i departamentów na pograniczu Hiszpanii i Francji. Posługuje się nim dzisiaj ponad milion osób, z których ok. 90% mieszka w Hiszpanii.
Wyróżnia się dziesięć dialektów języka baskijskiego. Ze względu na duże różnice pomiędzy nimi powstała ustandaryzowana odmiana języka baskijskiego (euskara batua), kumulująca cechy największych dialektów języka baskijskiego, oparta zwłaszcza na dialekcie gipuzkoańskim. Norma ta nauczana jest w szkołach. Literatura w tym języku powstaje od XVI wieku. Pierwszą drukowaną książkę w języku baskijskim wydano w 1545 roku.
Jego przynależność genetyczna nie została do tej pory ustalona, ale z pewnością nie jest to język indoeuropejski. Zwykle uważany jest za język izolowany, jednak istnieją przypuszczenia, że jest on spokrewniony z językami kartwelskimi czy chamickimi, bywa też zaliczany do hipotetycznych rodzin językowych – waskońskiej czy dene-kaukaskiej (czasem łączy się obie wersje, uznając baskijski za język waskoński, przy czym rodzinę waskońską zalicza się do dene-kaukaskiej). Na pewno był spokrewniony z językiem akwitańskim. W języku baskijskim występują liczne zapożyczenia z łaciny, hiszpańskiego i francuskiego.

## Fonetyka

### Spółgłoski
W języku baskijskim występują następujące spółgłoski:
|                     | dwuwargowe | dziąsłowe apikalne | dziąsłowe laminalne | zadziąsłowe | podniebienne | miękkopodniebienne | krtaniowe |
| zwarte bezdźwięczne | p          | t                  |                     |             | tt [c]       | k                  |           |
| zwarte dźwięczne    | b          | d                  |                     |             | dd [ɟ]       | g                  |           |
| nosowe              | m          | n                  |                     |             |              |                    |           |
| szczelinowe         | f          | s [s̺]              | z [s]               | x [ʃ]       |              |                    | h         |
| zwarto-szczelinowe  |            | ts [ʦ̺]             | tz [ʦ]              | tx [ʧ]      |              |                    |           |
| półotwarte          |            | l                  |                     |             | j            |                    |           |
| uderzeniowe         |            | r [ɾ]              |                     |             |              |                    |           |
| drżące              |            | rr [r]             |                     |             |              |                    |           |

Spółgłoski /n/ i /l/ mają podniebienne alofony [ɲ] i [ʎ] po samogłosce /i/. J może brzmieć jak [dʒ], [ʒ] lub [h] w zależności od dialektu.

### Samogłoski
W języku baskijskim istnieje 5 samogłosek: /a/, /e/, /i/, /o/ i /u/. Brzmią one tak samo jak ich polskie odpowiedniki. W niektórych dialektach istnieje szósta samogłoska ü /ø/. Ton i iloczas nie są fonemiczne.

## Gramatyka

Dialekty języka baskijskiego

Baskijski jest językiem ergatywnym:
Gizona etorri da – „Mężczyzna przybył”;
Gizonak mutila ikusi du – „Mężczyzna widzi chłopca”.
W polskim w obu zdaniach podmiot jest wyrażony w mianowniku. W baskijskim natomiast podmiot drugiego, przechodniego zdania wyrażony jest specjalnym przypadkiem – ergatywem, natomiast mianownik wyraża dopełnienie bliższe.
Baskijski jest też językiem aglutynacyjnym. Istnieje w nim inkorporacja zaimków, np. zdanie „mam książkę” brzmi po baskijsku liburua dut, dosłownie książka ja-mam-to.
Język baskijski ma dwanaście przypadków:
- Nominativus, czyli po prostu mianownik, zwany także absolutywem. Używany jest on do określenia podmiotu przy czasowniku nieprzechodnim lub dopełnienia bliższego przy czasowniku przechodnim; sufiksy: -(-), -a, -ak.
- Ergativus, używany do określenia podmiotu przy czasowniku przechodnim; sufiksy: -(e)k, -ak, -ek.
- Dativus, czyli celownik, oznacza osobę, która korzysta na jakiejś akcji; sufiksy: -(r)i, -ari, -ei.
- Genetivus possesivus, tłumacząc na polski „dopełniacz posiadacza”, określa przedmiot należący do kogoś; sufiksy: -(r)en, -aren.
- Comitativus, odpowiadający polskiemu narzędnikowi z przyimkiem z; sufiksy: -(r)ekin, -arekin.
- Prolativus (benefactivus), stosowany dla oznaczenia przeznaczenia przedmiotu; sufiksy: -(r)entzat, -arentzat.
- Instrumentativus (narzędnik), używa się go dla określenia, że coś zostało zrobione przy pomocy odmienionego przedmiotu; sufiksy: -(e)z, -az.
- Inessivus, dla określenia miejsca, w którym coś się znajduje; sufiksy: -(e)n, -(e)an, -etan; -(r)engan, -arengan, -engan.
- Allativus, dla określenia miejsca, do którego się zmierza, sufiksy: -(e)ra, -etara; -(r)engana, -arengana, -engana.
- Ablativus określa miejsce, z którego się przychodzi; sufiksy: -(e)tik, -etatik; -(r)engandik, -arengandik, -engandik.
- Locativus, określający związek przedmiotu z miejscem, z którego on pochodzi; sufiksy: -(e)ko, -go, -etako.
- Partitivus, mający różne zastosowania, sufiksy: -(r)ik.

## Podstawowe zwroty
- „Dziękuję” – Eskerrik asko
- „Nie” – Ez
- „Tak” – Bai
- „Proszę” – Mesedez
- „Przepraszam” – Barkatu
- „Cześć” – Kaixo
- „Dzień dobry” – Egun on
- „Dobranoc” – Gabon
- „Czy mówisz po baskijsku?” – Euskaraz badakizu?
- „Jak leci?” – Zer moduz? lub Zelan?
- „Świetnie” – Oso ondo lub Oso ongi
- „Cieszę się” – Pozten naiz

## Słownictwo
Wskutek kontaktów z sąsiednimi językami zaczerpnął liczne wyrazy o podłożu hiszpańskim, francuskim czy łacińskim. Zapożyczenie zwykle wiązało się ze zmianą wynikającą ze specyfiki baskijskiej fonetyki. Przykładowo: lore („kwiat”, od florem), errota („młyn”, od rotam, „[młyńskie] koło”), gela („pokój”, od cellam), gauza („rzecz”, od causa).
Duża liczba zapożyczeń z łaciny może dowodzić ciągłości kontaktów narodu z mocno zlatynizowanymi grupami ludności miejskiej oraz mieszkańcami obszarów wiejskich.

## Liczebniki

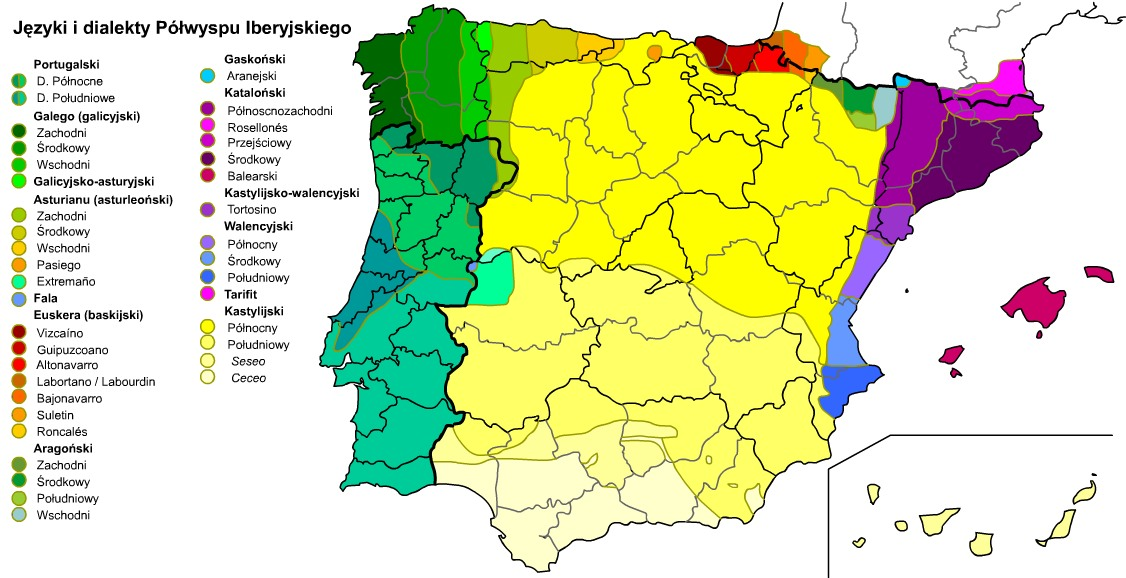
Języki i dialekty Półwyspu Iberyjskiego

- 1 – bat
- 2 – bi
- 3 – hiru
- 4 – lau
- 5 – bost
- 6 – sei
- 7 – zazpi
- 8 – zortzi
- 9 – bederatzi
- 10 – hamar